# Patojärvi (sjö i Finland)
Patojärvi är en del av sjön Kemi träsk i Finland.   Den ligger i landskapet Lappland, i den norra delen av landet, 700 km norr om huvudstaden Helsingfors. Patojärvi ligger 155 meter över havet.